# Feu vert clignotant
Le feu vert clignotant, aussi appelé préannonce lumineuse, est un signal ferroviaire de type SNCF.

## Définition
Équivalent au feu vert fixe pour les trains dont la vitesse limite ne dépasse pas 160 km/h, le feu vert clignotant commande au conducteur d'un train dont la vitesse limite est plus élevée de ramener sa vitesse à 160 km/h avant le franchissement du signal suivant.

## Restrictions d'usage
La double préannonce est strictement interdite donc, en conséquence, soit on limite la vitesse des trains en fonction de leur capacité de freinage vers le taux de vitesse de 160 km/h, soit on définit la longueur minimale des cantons, en installation nouvelle, à la distance acceptable par les trains prévus en service régulier.

## Anecdote
Le Québec peut utiliser le feu vert clignotant pour les dépanneuses. Ce point est notamment défini dans le règlement modifiant le règlement sur le feu vert clignotant[réf. non conforme].